# Metal: A Headbanger's Journey
Metal: A Headbanger's Journey er en canadisk dokumentarfilm fra 2005. Den omhandler metal som ikke blot musik, men som socialt fænomen, og forsøger at forklare dette for udenforstående. Filmen blev lavet af antropologen Sam Dunn, som selv har været "metalhead" siden han var 12 år gammel. 